# Mihaela Păcurar

Mihaela Păcurar (n. 24 octombrie 1955, Dărăbani Județul Botoșani) Decorator, pictor.

## Biografie și expoziții
Studii: Institutul de Arte Plastice „Nicolae Grigorescu”, București, promoția 1979, specializarea tapiserie.
Membră a UAP din România, din 1992.
Expoziții personale: 1982, Expoziție de
vestimentație Galeria ALFA Arad; 1983, Expoziția
„Peștii” Galeria ALFA, Arad.
Expoziții cu program:
1980 „Estetica Urbană” 1, Galeria ALFA Arad.
1981 „Copacul” 1, Galeria ALFA Arad.
1982 „Copacul” 2, Galeria „Alfa” Arad.
1982 „Copacul” 2, la Galeria HELIOS, Timișoara.
1982 „Medium” 1, Muzeul de Artă, Sf. Gheorghe.
1995 „Copacul” 3, Galeria DELTA Arad.
Expoziții republicane:
1982, Expoziția Republicană de Pictură și
Sculptură, Sala DALLES, București.
1984, Bienala Națională a Tineretului, Muzeul
Unirii, Alba Iulia.
1987, Bienala Națională a Tineretului,
Galeriile UAP Baia Mare.
1995, Bienala Națională de Desen, Galeria
Națională DELTA Arad.
1995, Expoziția „Strângeri de mâini”, Galeria
Națională DELTA Arad.
Alte activități:
Este profesoară la Liceul de Artă, Arad.
Lucrează în colaborare cu Teatrul de Stat Arad.
Costume la spectacolele: 1993, „Pescărușul”,
de Cehov, în regia Ion Mânzatu, Teatrul de Stat
Arad; „D-ale Carnavalului” de I.L. Caragiale, regia
Ștefan Iordănescu, Teatrul de Stat Arad.
1994, „Fontana di Trevi” de Gian Lorenzo
Bernini, regia: Ion Mircioagă, Teatrul de Stat
Arad; „Veneția” de Teodor Mazilu, regia: Petrescu
Ina, la Piatra Nemț; „Omul nu-i supus mașinii”
„Troilus și Cresida” de W. Shakespeare, regia
Ștefan Iordănescu, Teatrul Dramatic Piatra
Neamț; „Garden Party”, regia Ștefan Iordănescu,
la Timișoara.

## Lucrări și cronică
|  | „Sursele de inspirație ale Mihaelei Păcurar (tapiserie) sunt eclectice, unificate însă de coerența concepției cromatice. Indiferent că optează pentru obiecte tridimensionale cu aspect totemic, pentru colajul textil sau pentru tapiseria în hautelisse, artista mizează pe optimismul culorii, pe tonurile tari și pe acorduri îndrăznețe. Sunt preferate materiile aspre, gen sisal, piesele având o prezență autoritară, și prin execuția “brută”, fără ascunderea tehnicilor de împletire și înnodare. Lecția cusăturilor populare, cu roșuri puternice, exaltate de fondul deschis, ca și modelul mental al pop-art, îi întregesc profilul spiritual al acestei artiste. | — 1985 Călin Dan |